# Brabeți, Argeș
Brabeți este un sat în comuna Bârla din județul Argeș, Muntenia, România.